# Geneva Centre for Security Policy
Il Geneva Centre for Security Policy (GCSP, in italiano "Centro di Ginevra per la politica di sicurezza") è un think tank ed un istituto di formazione in politica internazionale basato a Ginevra. 
Esso è retto da una fondazione istituita nel 1995 secondo la legge svizzera per "promuovere la costruzione e il mantenimento della pace, della sicurezza e della stabilità". Il GCSP è stato fondato dal Dipartimento federale della difesa, della protezione della popolazione e dello sport in collaborazione con il Dipartimento federale degli affari esteri come contributo svizzero al Partenariato per la pace (PfP).

## Storia
Il Centro di Ginevra per la politica di sicurezza (GCSP) affonda le sue radici nel vertice di Ginevra del 1985: il primo incontro tra il presidente degli Stati Uniti Ronald Reagan e il segretario generale sovietico Mikhail Gorbachev per discutere delle relazioni diplomatiche internazionali e della corsa agli armamenti nel mezzo della Guerra Fredda.
L'incontro mise in luce l'urgente necessità di rafforzare le competenze nazionali nel campo del disarmo e della sicurezza internazionale, così la Confederazione Svizzera prese l'iniziativa di progettare un programma di formazione esecutiva di nove mesi per funzionari governativi, non solo in Svizzera, ma in molti altri paesi in Europa e del mondo.
Il corso è stato progettato unicamente per affrontare le questioni più critiche in un formato di tavola rotonda che ha facilitato lo scambio tra esperti e professionisti. I funzionari non solo hanno acquisito conoscenze, ma hanno anche costruito relazioni e fiducia al di là delle divisioni politiche e quindi il corso è diventato un veicolo per costruire e mantenere la pace, la sicurezza e la stabilità e promuovere la cooperazione internazionale. 
Nel 1995, Adolf Ogi, Presidente svizzero e Consigliere federale responsabile del Dipartimento federale (ministero) della Difesa, ha avviato la creazione di una fondazione internazionale a Ginevra per espandere la portata e l'impatto del corso e fungere da contributo del governo della Svizzera alla pace in Europa. 11 Stati hanno accettato di nominare un rappresentante per far parte del Consiglio di Fondazione (consiglio di amministrazione). 
La missione del GCSP è stata rafforzata quando, nel 1996, la Svizzera ha aderito al Partenariato per la Pace (PfP), un’iniziativa guidata dall’Organizzazione del Trattato del Nord Atlantico (NATO) per rafforzare la cooperazione in materia di sicurezza transatlantica. Il GCSP rappresentava un contributo svizzero al PfP ed è ora riconosciuto come Centro di formazione e istruzione in partenariato (PTEC).

## Maison de la Paix

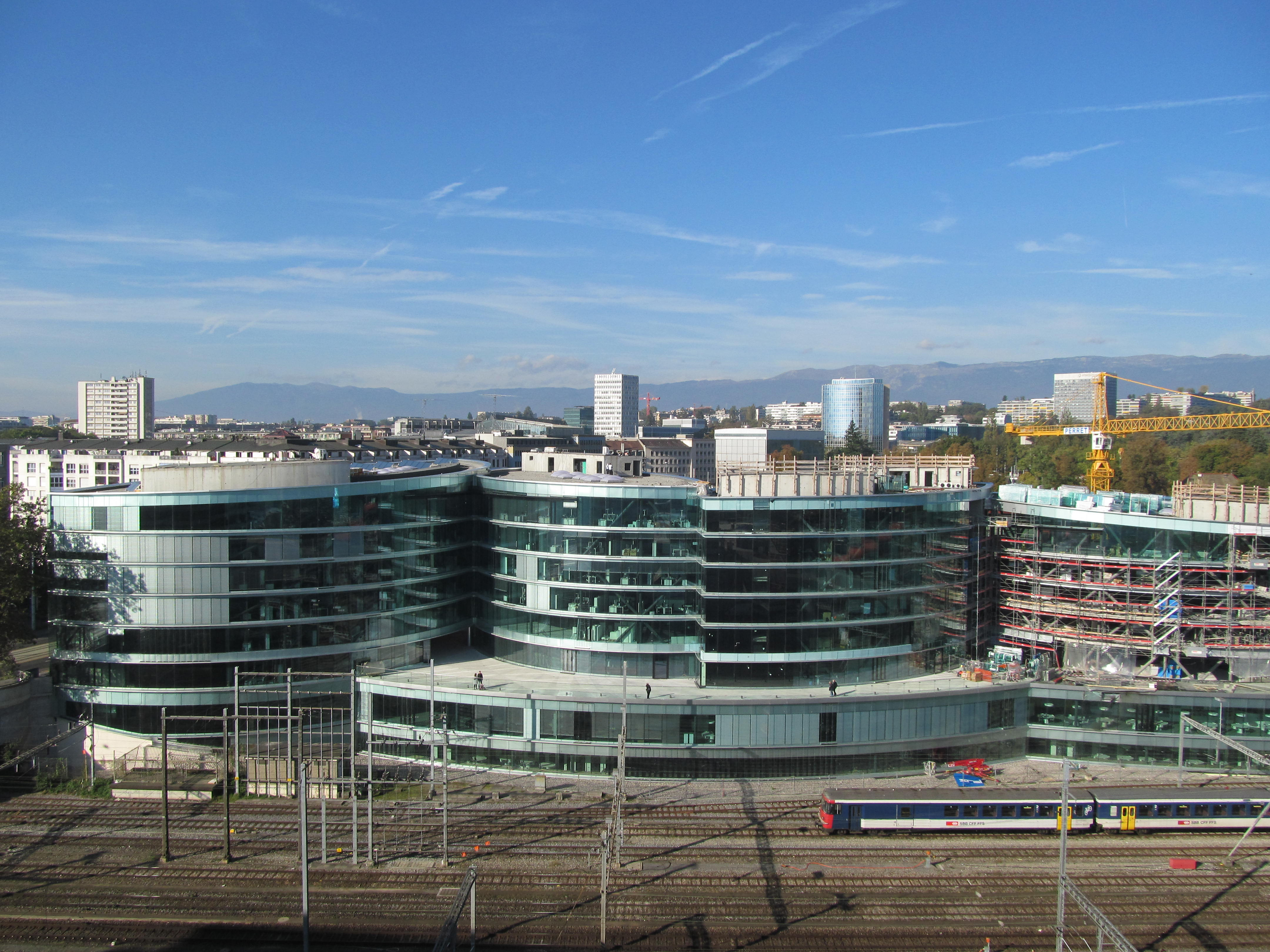
La Maison de la paix 2023

La sede del GCSP è a Ginevra, in Svizzera, nella zona delle Nazioni Unite. 
Originariamente ospitato nell'edificio del WMO, oggi si trova nel complesso della Maison de la paix (la casa della pace), di proprietà del Graduate Institute of International and Development Studies . Si tratta di un edificio di vetro e acciaio,  situato nel cuore del distretto internazionale di Ginevra, nei pressi della sede europea delle Nazioni Unite. È stato concepito per accogliere i dipartimenti di ricerca e l’amministrazione dell’Istituto , un campus per 850 studenti, i tre "Centri di Ginevra" finanziati dal governo svizzero - oltre al GCSP,  il Centro internazionale di Ginevra per lo sminamento umanitario (GICHD) e il Centro di Ginevra per il controllo democratico delle forze armate (DCAF)  oltre che altre organizzazioni che si occupano di sostenere la pace nel mondo. È l'elemento principale del campus de la paix (il campus della pace ).

## Attività
Fin dalla creazione,  il GCSP ha fornito programmi di formazione esecutiva di alta qualità nella politica di sicurezza internazionale per partecipanti provenienti prima dall'area euro-atlantica e poi da tutto il mondo. La natura complessa e interconnessa delle sfide alla sicurezza ha portato ad espandere il portafoglio di competenze e la diversità professionale e geografica di personale, partecipanti, associati ed esperti.
L'attività principale del GCSP è l'offerta di istruzione e formazione esecutiva in una politica globale di pace e sicurezza internazionale per diplomatici di carriera, ufficiali militari e funzionari pubblici dei ministeri degli esteri, della difesa e di altri ministeri competenti, nonché delle organizzazioni internazionali. Oltre ai tre corsi a lungo termine (ciascuno della durata da tre a nove mesi) offerti a Ginevra, il GCSP offre anche corsi su misura a Ginevra, New York City, Dakar, Amman, Baku, Addis Abeba, Yerevan e Sarajevo.
Il lavoro del GCSP si concentra sullo sviluppo regionale, sulle sfide emergenti alla sicurezza, sulla leadership e sulla gestione delle crisi e dei conflitti.

## Partecipanti ed Alumni
Ogni anno il GCSP forma circa 800 funzionari governativi, diplomatici, ufficiali militari, funzionari pubblici internazionali, personale di ONG e rappresentanti del settore privato. 
I partecipanti ai corsi GCSP provengono da paesi del Consiglio di partenariato euro-atlantico, del Dialogo mediterraneo della NATO, dell'Iniziativa di cooperazione di Istanbul e oltre, compresi l'Asia meridionale e orientale e l'Africa. 
Gli ex allievi sono riuniti in una Alumni Community. Molti diplomatici, militari e dirigenti pubblici italiani hanno frequentato il GCSP.

## Governance e finanziamenti

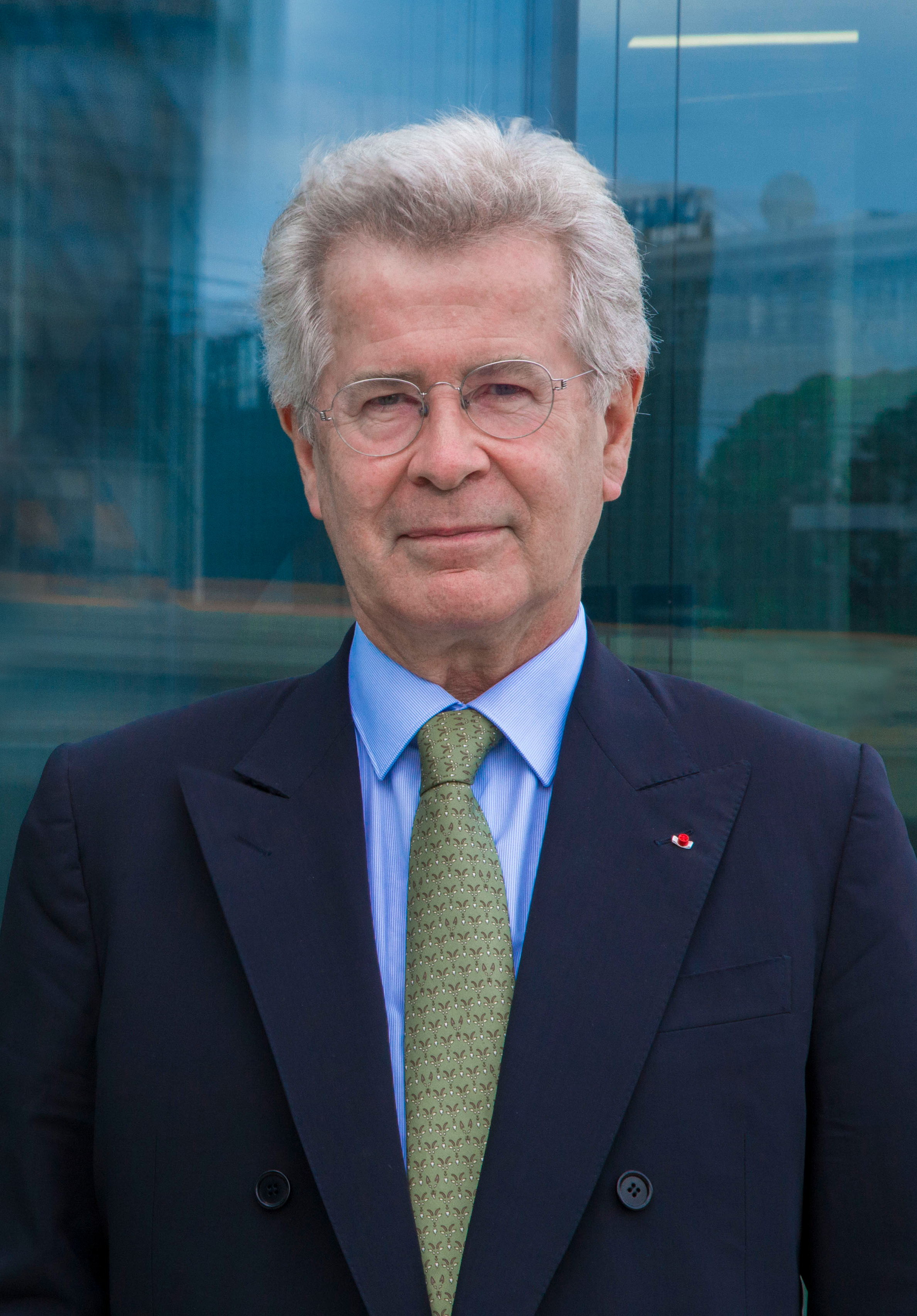
Ambasciatore Jean-David Levitte 2019

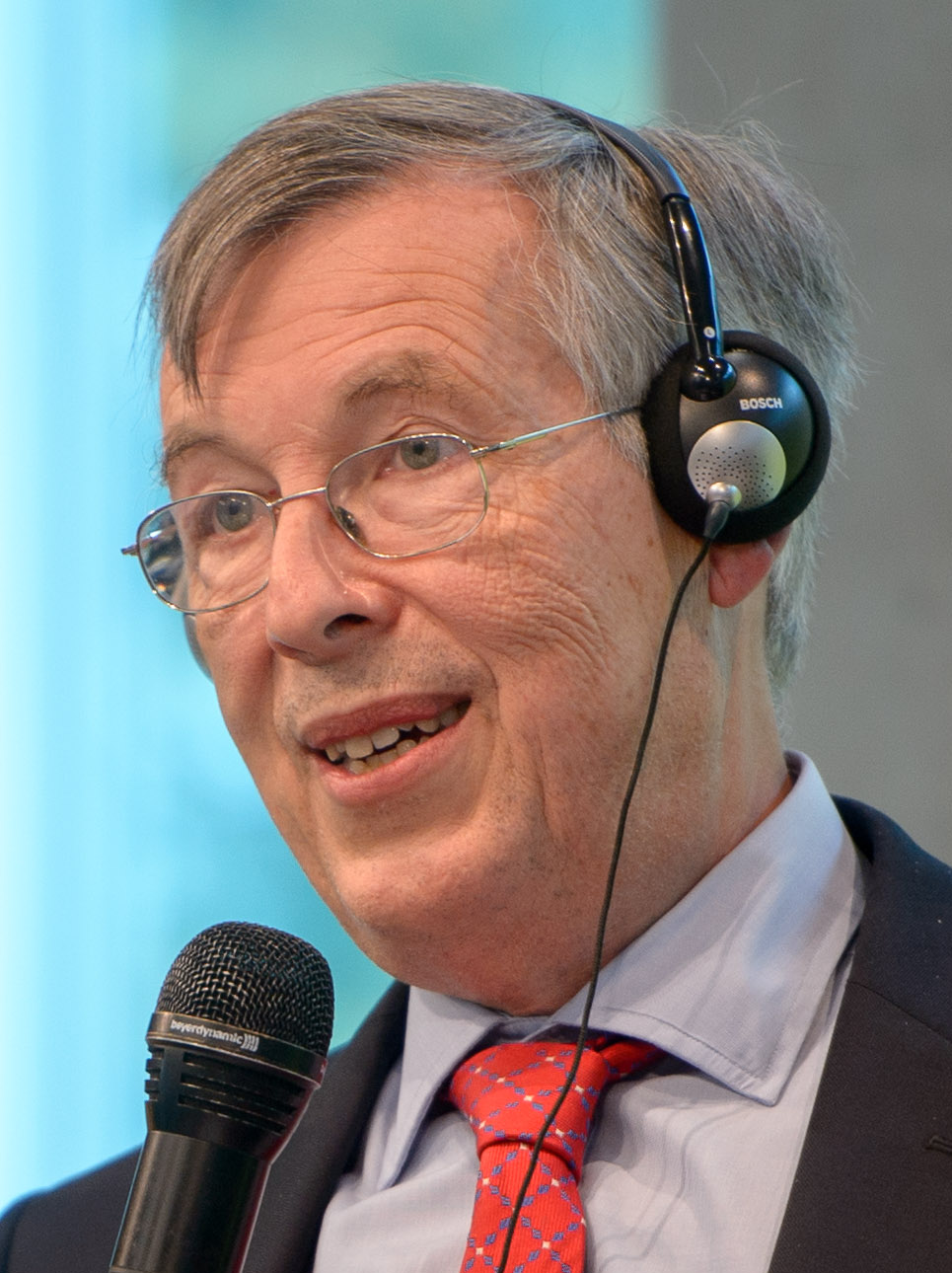
François Heisbourg 2015

L'organo direttivo del GCSP è il Consiglio di fondazione, composto da rappresentanti di 52 Stati membri e del Cantone di Ginevra. Il 2 settembre 2019 l’ambasciatore Jean-David Levitte è stato nominato presidente del Consiglio della Fondazione del Centro per la politica di sicurezza di Ginevra. Il direttore del GCSP è l'ambasciatore Thomas Greminger da maggio 2021. L'ex presidente del Consiglio di fondazione è François Heisbourg.
Il governo svizzero è il principale contribuente al bilancio del GCSP. Anche altri membri del consiglio, stati partner e istituzioni sostengono il GCSP distaccando docenti, finanziando borse di studio e contribuendo ad altri aspetti delle attività del centro.

## Ranking
Il Centro per la politica di sicurezza di Ginevra (GCSP) si è classificato 24esimo su 359 think tank globali nella classifica globale dei think tank pubblicata dal Centro cinese di valutazione per le scienze umane e sociali dell’Accademia cinese delle scienze sociali. Il potere attrattivo, il potere gestionale e il potere d'impatto facevano parte dei criteri di valutazione. 
Il GCSP è stato classificato tra i primi "think tank to Watch" nell'ultimo Global Go To Think Tank Index (GGTTI)